# Mnemosyne (rivista)
Mnemosyne. A Journal of Classical Studies è una delle più antiche riviste specializzate nell'intero campo della filologia classica.

## Storia
Mnemosyne è stata fondata nel 1852. Solo poche riviste esistenti in questo campo sono più antiche, come il Rheinisches Museum für Philologie (1827) o il Philologus (1846).
All'epoca della sua fondazione, la rivista era pubblicata a Leida dalla casa editrice Brill ed era fortemente influenzata della filologia classica tedesca, allora dominante. Negli anni Duemila, la rivista si è orientata maggiormente alla filologia classica internazionale, pubblicando articoli, miscellanee e recensioni in lingua inglese. Rileva dire che sono accettati anche articoli in tedesco e olandese, e in passato anche testi in altre lingue scientifiche importanti come l'italiano o il latino.
Nel corso della sua storia, la pubblicazione è stata interrotta o modificata più volte. La rivista è stata rilanciata ben quattro volte e attualmente è alla sua quinta serie (la quarta serie va dal 1948 al 2009). 
La rivista è pubblicata con periodicità bimestrale. 
I redattori attuali sono: Christoph Pieper (responsabile), Angelos Chaniotis, Kathleen M. Coleman, Irene J.F. de Jong e Tobias Reinhardt. Tra gli ex redattori figurano: Jan Maarten Bremer, Cornelis Jord Ruijgh, L.F. Janssen, Harm Pinkster, Pieter Herman Schrijvers, Henri Willy Pleket, Hendrik Simon Versnel e Gerard Boter. 
Sebbene sia possibile pubblicare articoli su discipline affini come la storia antica, ciò accade piuttosto raramente ed è consentito solo se gli articoli presentano un forte legame con i testi dell'antichità greco-romana. Mnemosyne è quindi una rivista che tratta principalmente argomenti di filologia classica.
Oltre alla rivista, vengono pubblicate anche delle monografie come volumi supplementari. 
La Fondazione Europea della Scienza classifica Mnemosyne come rivista di fascia A.

## Indicizzazione
Gli abstract e gli articoli della rivista sono indicizzati da: Arts and Humanities Citation Index, Current Contents e MLA International Bibliography.